# MAT 49
MAT 49 ist der Name einer französischen Maschinenpistole in kompakter Bauweise. Die Schulterstütze kann eingeschoben, der Haltegriff mit Magazin zum Transport unter den Lauf geklappt werden. Somit galt die Waffe als für Luftlandetruppen gut geeignet.
Sie verschießt Patronen Kaliber 9 × 19 mm aus Magazinen mit 20 bzw. 32 Schuss Kapazität. Die Waffe wurde nach dem Abzug Frankreichs aus Vietnam von vietnamesischen Einheiten noch so lange genutzt, bis der Vorrat an 9-mm-Parabellum-Munition aufgebraucht war. Außerdem wurde die Waffe so modifiziert, dass sowjetische 7,62 × 25-mm-Tokarew-Patronen verschossen werden konnten. Diese Waffe wird als MAT 49 mod. bezeichnet.
Für Polizeieinheiten wurde unter der Bezeichnung MAT 49/54 eine Spezialversion gefertigt. Diese hatte einen längeren Lauf, teilweise eine feste Schulterstütze aus Holz und bot die Möglichkeit zum Einzelfeuer.
Auch wenn heute das HK416 das Standardgewehr der französischen Streitkräfte ist, werden Varianten der MAT 49 immer noch von Polizeieinheiten eingesetzt.